# Adenophora
Adenophora is een geslacht van bedektzadigen in de familie Campanulaceae, de klokjesfamilie. De meeste soorten zijn inheems in oostelijk Azië, met enkele soorten in Europa. Veel soorten zijn endemisch in China of in Siberië.
De planten zijn meerjarige planten, vaak met dikke, vlezige wortels. De stengel groeit gewoonlijk rechtopstaand vanuit een caudex. Er zijn aan de basis van de plant gewoonlijk enkele langgesteelde bladen. Bij de meeste soorten staan de stengelbladen verspreid. De bloemen staan alleen of in een bloeiwijze. De gewoonlijk blauwe bloemkroon ik klokvormig, trechtervormig of buisvormig en heeft vijf lobben. Aan de voet van de meeldraden zijn er een karakteristieke honingklieren.
Er zijn ongeveer 62 soorten in het geslacht.
... · 
Adenophora · 
Brighamia · 
Cyanea · 
Campanula (Klokje) · 
Campanulastrum · 
Delissea · 
Jasione · 
Legousia (Spiegelklokje) ·  
Lobelia (Lobelia) · 
Ostrowskia · 
Phyteuma (Rapunzel) · 
Trachelium · 
Wahlenbergia · 
...